# Locatio conductio
La locatio conductio (in italiano "locazione conduzione") è, in termini moderni, un contratto consensuale bilaterale, tipico del diritto romano. Era, insieme all'emptio venditio (compravendita), uno dei contratti più importanti del sistema romano delle obbligazioni.

## Descrizione
Può essere definita come scambio di un bene o di un servizio contro un prezzo (merx) a titolo provvisorio, ed in questa temporaneità del possesso consisterebbe la differenza con la compravendita, come già evidenziato dal giurista romano del II secolo Gaio nelle sue Istituzioni.
Includeva molte più fattispecie rispetto all'attuale contratto di locazione dell'ordinamento italiano, tanto che si è soliti individuare tre categorie di locatio conductio in base alla cosa oggetto del contratto: locatio conductio rei (di cosa, ad es. l'attuale contratto di locazione), locatio conductio operis (di opera, intesa globalmente come obbligazione di risultato, come, ad esempio, il lavoro autonomo, la somministrazione ex art 1559 c.c. o l'appalto), locatio conductio operarum (di operae come giornate di lavoro, quindi un'obbligazione di mezzi, come l'attuale contratto di lavoro subordinato).

## Tutela giuridica
Le azioni a tutela di questo contratto nell'ambito del processo per formulas sono l'actio locati e l'actio conducti.

## Le analisi della dottrina
Molti studiosi hanno obiettato che la distinzione tra locatio conductio rei, operis ed operarum non appartenesse al diritto romano classico, ma sia stata elaborata in seguito, a partire dal medioevo (in particolare Vincenzo Arangio-Ruiz nelle sue "Istituzioni" del 1921).
Per Arangio-Ruiz l'unitarietà di un contratto così vasto stava nella dazione di cosa contro prezzo, ove per cose tuttavia andavano intese anche le operae come giornate di lavoro, equiparate di fatto ad una res fisica o corporalis anche ai fini della tutela processuale. Tuttavia resta difficile individuare una res in alcune fattispecie di locatio conductio operis, ad esempio, come potrebbero essere quelle degli odierni contratti di somministrazione o di trasporto. 
Il romanista Luigi Amirante nel 1959 sostenne che l'unitarietà del contratto di locatio conductio fosse nella restituzione della cosa. Tuttavia anche a questa tesi è possibile obiettare che le operae (giornate di lavoro) non possono essere restituite, ed oltretutto non sempre c'è la dazione di una cosa.
Nel 1999 Roberto Fiori ha sostenuto che l'unitarietà del contratto romano di locazione risieda nello scambio di un godimento contro un prezzo.